# Heliophanus eccentricus
Heliophanus eccentricus là một loài nhện trong họ Salticidae.
Loài này thuộc chi Heliophanus. Heliophanus eccentricus được Ledoux miêu tả năm 2007.